# Vooruit (Gand)
Pour les articles homonymes, voir Vooruit.
Pour le quotidien socialiste, voir Vooruit (quotidien belge).
 (janvier 2009).
Si vous disposez d'ouvrages ou d'articles de référence ou si vous connaissez des sites web de qualité traitant du thème abordé ici, merci de compléter l'article en donnant les références utiles à sa vérifiabilité et en les liant à la section « Notes et références ».

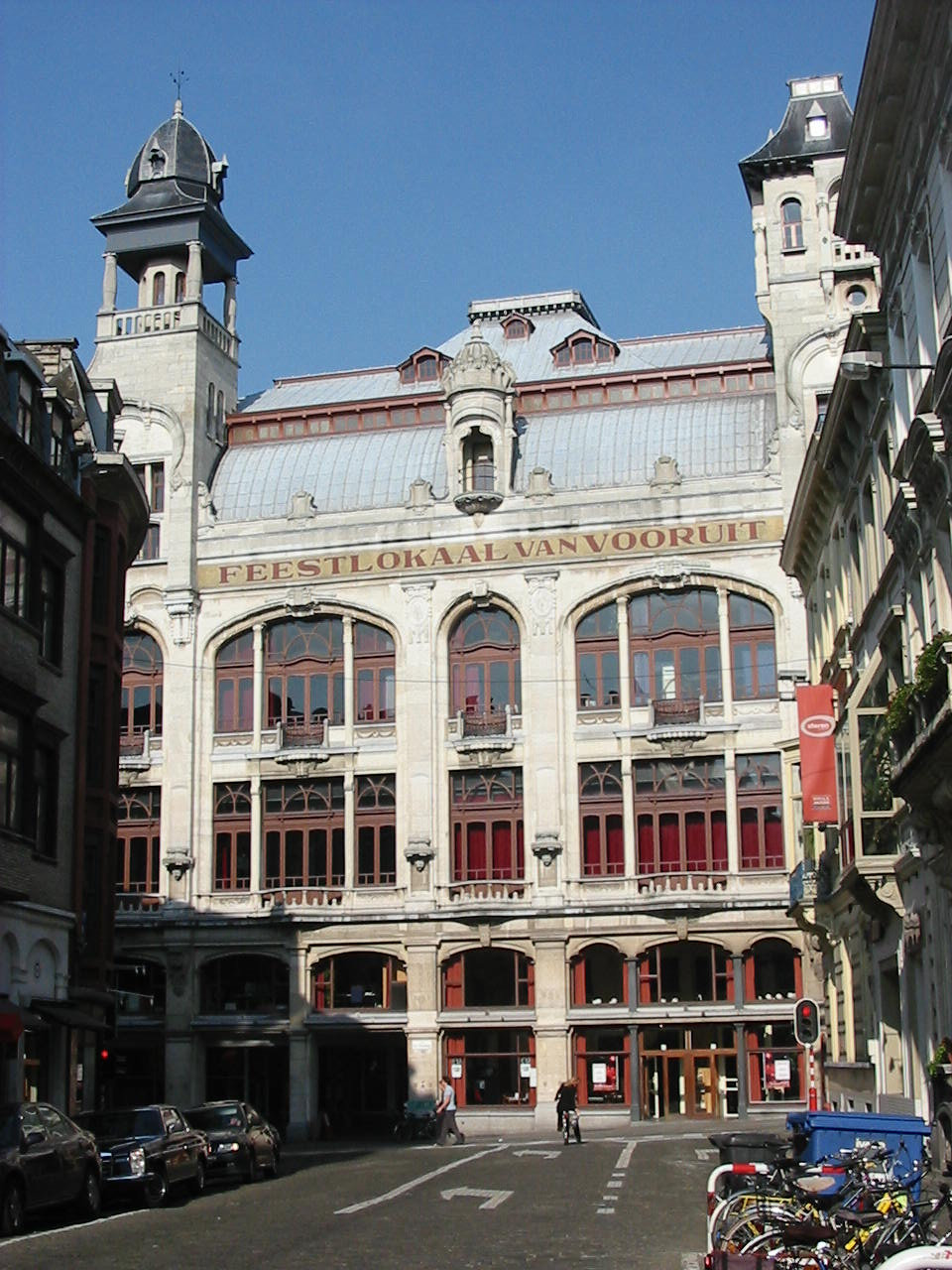
Le Feestlokaal van Vooruit, Sint-Pietersnieuwstraat, vu de la Bagattenstraat.

Le Vooruit (qui signifie litt. en avant) était le nom d'une coopérative ouvrière, d'un journal socialiste et de plusieurs bâtiments à Gand en Belgique comme La Maison du Peuple sur le Vrijdagsmarkt (Marché du Vendredi) et le Feestlokaal Vooruit. Le dernier abrite aujourd'hui un centre d'arts, Kunstencentrum VIERNULVIER, anciennement Kunstencentrum Vooruit.

## Histoire
La Maison du peuple Ons Huis (Notre maison) et le Feestlokaal Vooruit (Palais des Fêtes Vooruit), datant tous deux du début du XXe siècle, constituent des aboutissements de la lutte ouvrière et du mouvement socialiste à Gand ; ils ont donc à ce titre, autant qu'une valeur architecturale, une grande valeur symbolique. 
Le bâtiment Feestlokaal Vooruit, ainsi nommé d’après la coopérative ouvrière fondée par Édouard Anseele en 1891, fut édifié en style Art nouveau de 1911 à 1914, période chargée d’événements importants pour le mouvement ouvrier, pas seulement à Gand : fondation de la Banque du Travail, grèves pour exiger le suffrage universel, et exposition universelle de 1913, où le Vooruit tenait un stand remarqué. Le Feestlokaal du Vooruit est le pendant ouvrier du palais des fêtes bourgeois érigé aux alentours de la même date dans le verdoyant Citadelpark, à la lisière de la ville ; au contraire et significativement, il fut décidé de construire le palais du Vooruit, dont la conception fut confiée à l'architecte Ferdinand Dierkens, en plein cœur du quartier ouvrier sis à l'ouest de la gare du Midi (Zuidstation, démantelée depuis pour faire place au parc Roi-Albert (nl)), quartier où se situait notamment, dans la Korianderstraat proche, une importante usine de coton (dont les bâtiments, de taille considérable, ont été conservés en partie et sont aujourd'hui classés monuments historiques, au titre d'une des usines textiles les plus anciennes de Flandre). 
Il s'agit d'un complexe de salles de spectacle et de fêtes, dans lequel les ouvriers pouvaient, pour une modique somme, se sustenter et jouir d'activités culturelles. Le Vooruit connut son apogée dans l'entre-deux-guerres, pour ensuite péricliter après la Seconde Guerre mondiale. Il sera cependant restauré en 1983, reconnu comme monument historique, et acquérir son actuelle destination en tant que centre culturel.
Depuis mai 2022, le centre culturel porte le nom de « Kunstencentrum VIERNULVIER » au lieu de « Kunstencentrum Vooruit ». Le centre a été forcé de chercher un nouveau nom après que le parti politique SP.A eut changé son nom en Vooruit. Le bâtiment « De Vooruit », qui abrite le centre des arts, a quant à lui conservé son nom,,.

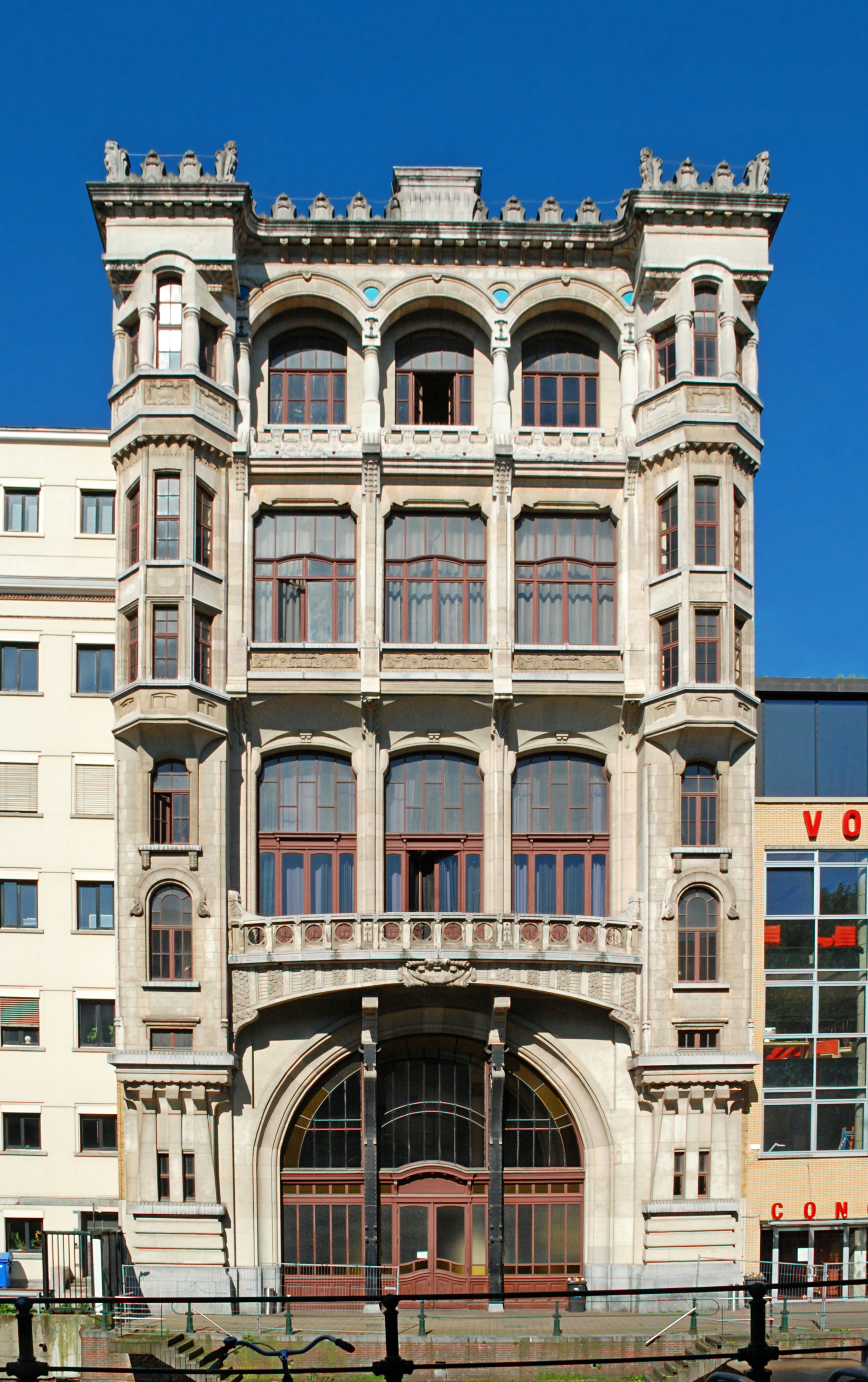
Façade arrière.
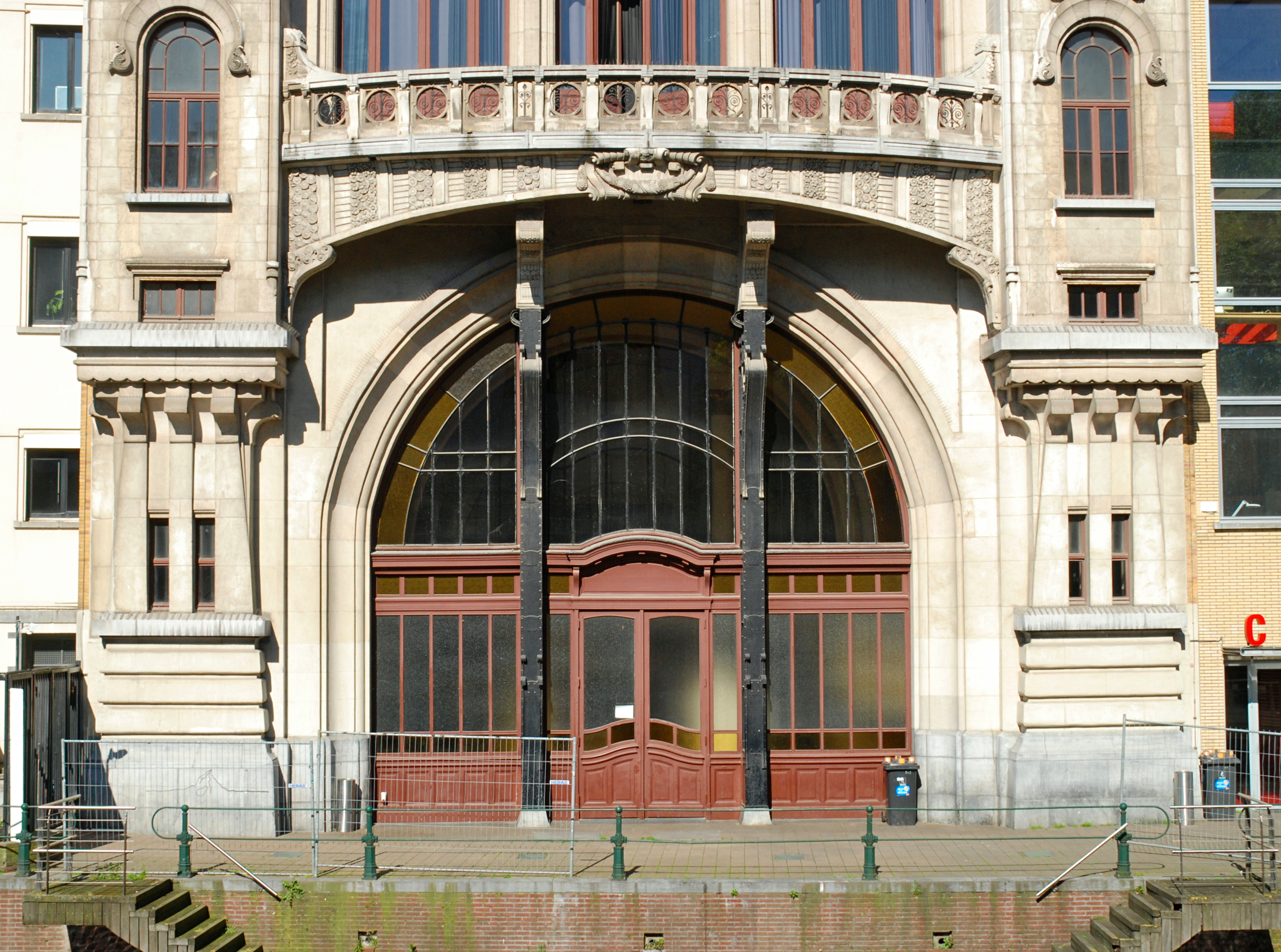
Baie cintrée de la façade arrière.
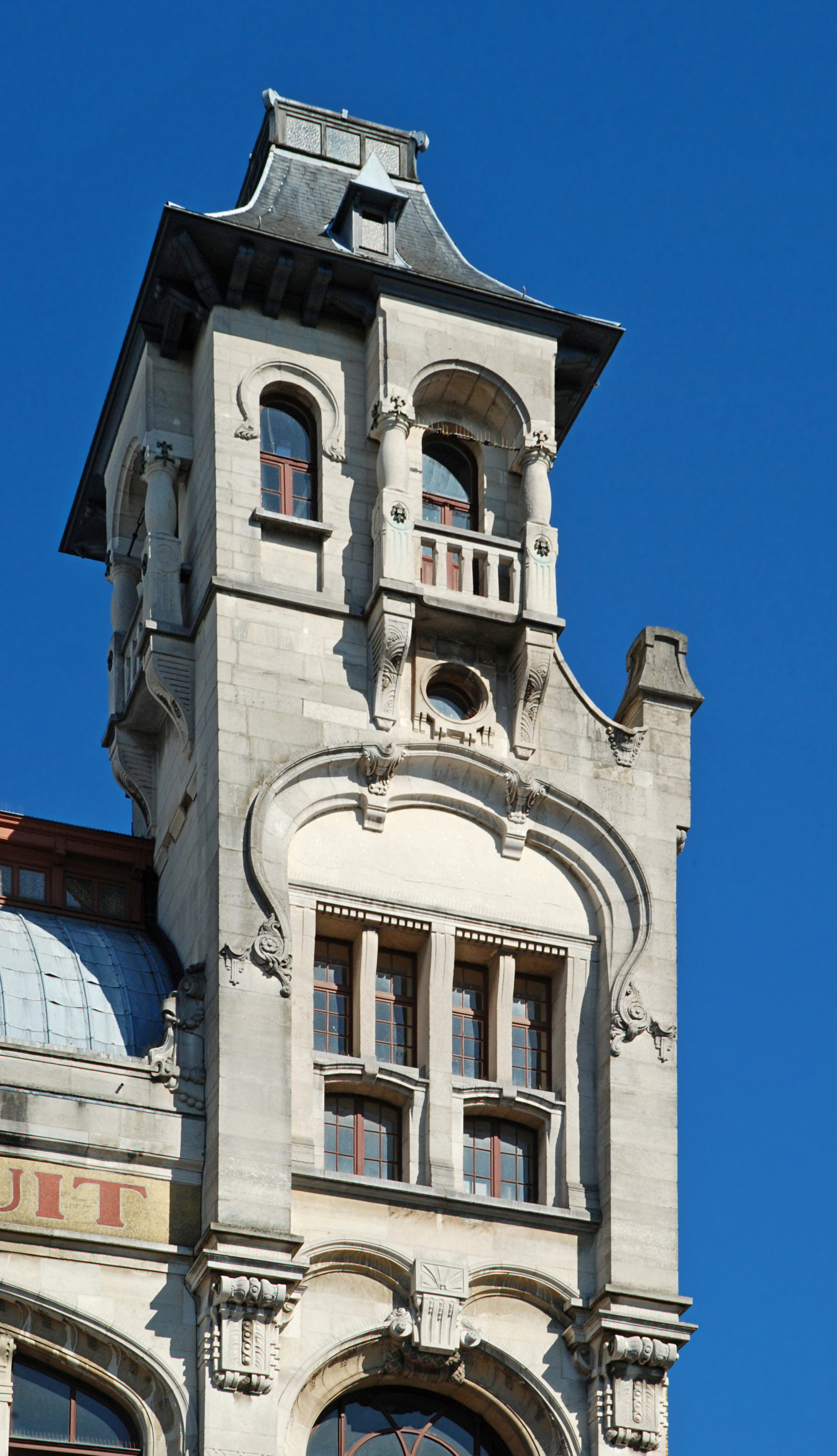
Tourelle de la façade avant.